# Eileen Woestmann

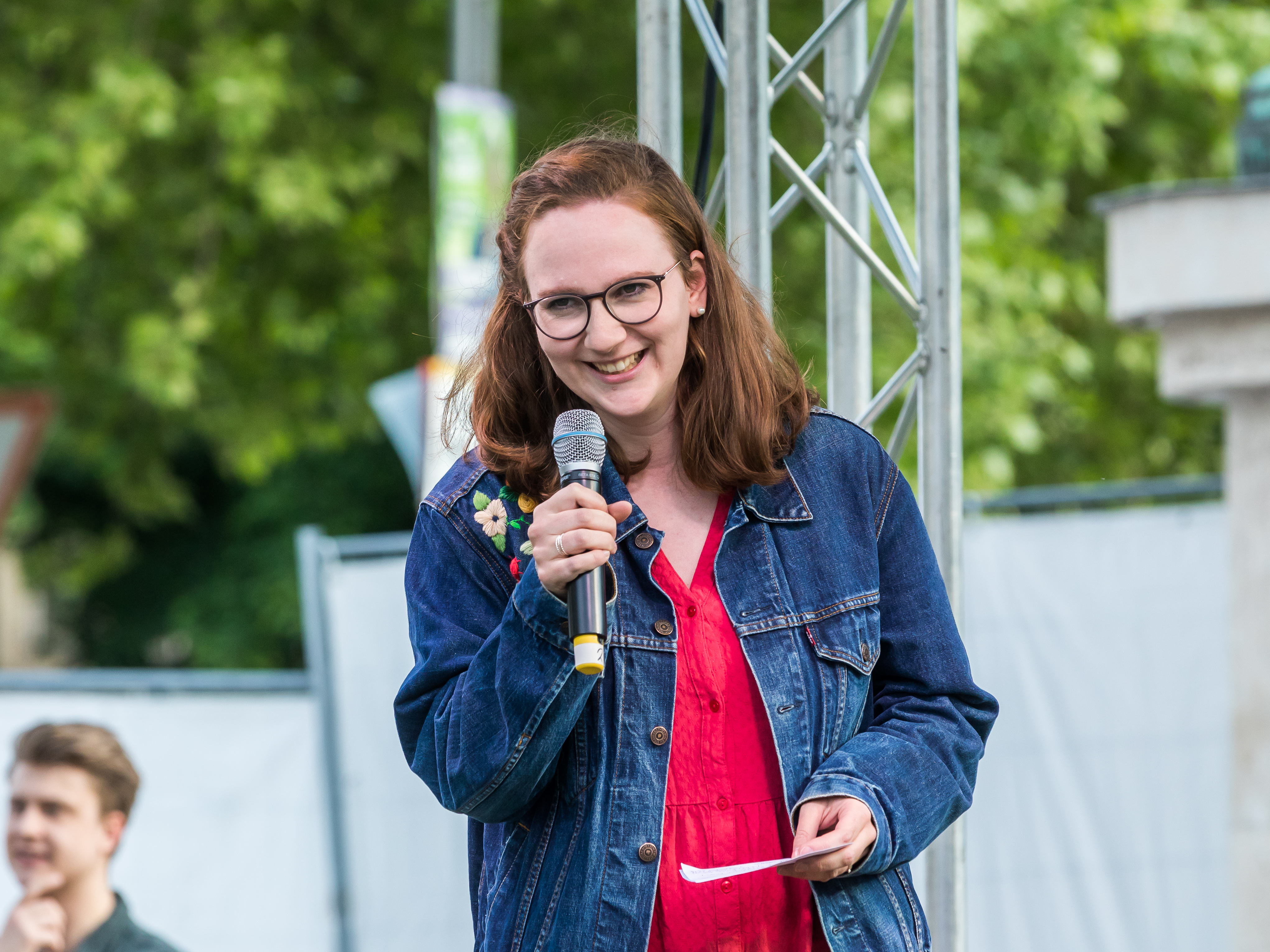
Eileen Woestmann im Wahlkampf 2022

Eileen Woestmann (* 13. April 1993 in Emmendingen) ist eine deutsche Politikerin (Bündnis 90/Die Grünen) und seit dem 1. Juni 2022 Mitglied des Landtages von Nordrhein-Westfalen.

## Leben
Woestmann ist geboren und aufgewachsen in Emmendingen in Südbaden und machte 2012 ihr Abitur am dortigen Goethe-Gymnasium. Ab 2013 studierte sie Soziale Arbeit an der Katholischen Hochschule in Freiburg und schloss 2017 mit dem Bachelor of Arts ab. Sie lebt seit 2017 in Köln-Rodenkirchen und arbeitete bis zur Wahl in den Landtag in der öffentlichen Jugendhilfe.

## Politik
Seit ihrer Jugend engagierte sich Woestmann für Bündnis 90/Die Grünen. 2014 wurde sie in den Stadtrat von Emmendingen gewählt, dem sie bis 2017 angehörte. Nach einem Umzug nach Nordrhein-Westfalen war sie ab 2018 Mitglied des Kölner Kreisvorstands der Grünen.
Eileen Woestmann kandidierte bei der Landtagswahl in Nordrhein-Westfalen 2022 im Landtagswahlkreis Köln I und gewann mit 33,6 % der Erststimmen das Direktmandat.